# 程煐
程煐（1746年—1812年），字瑞屏、又字星华，号珂雪头陀、瑞头陀。天長（今屬安徽）人。
乾隆十一年（1746年）生，父程树榴是鄉紳，堂弟程虞卿是嘉庆举人。乾隆四十二年（1777年）八月，程树榴受友人王沅之请，为王沅所著《爱竹轩诗草》代写一序，并出资刊印。乾隆四十四年四月，其父以“牢骚肆愤，怨谤上苍”，被人告讦，程树榴与程焕父子同被押解入狱，是年七月，程树榴以"律以大逆"罪处死。程煐被判斩监候，秋后处决。嘉庆二年（1797年），改戍齐齐哈尔。是年冬天，饑寒交迫，程煐用10天時間寫出《龍沙劍傳奇》。嘉慶十七年（1812年），程煐卒於齊齊哈爾，臨終前將《龍沙劍傳奇》書稿及其他詩文稿托付好友劉鳳誥。